# 戈盧比夫卡 (里普基區)
51°43′48″N 30°43′37″E / 51.73000°N 30.72694°E
戈盧比夫卡（烏克蘭語：Голубівка），是烏克蘭北部的村莊，隸屬切爾尼希夫州的切爾尼希夫區。該村始建於1728年，面積0.15平方公里，海拔高度158米，2001年人口41，人口密度每平方公里540人。